# Olympisk by

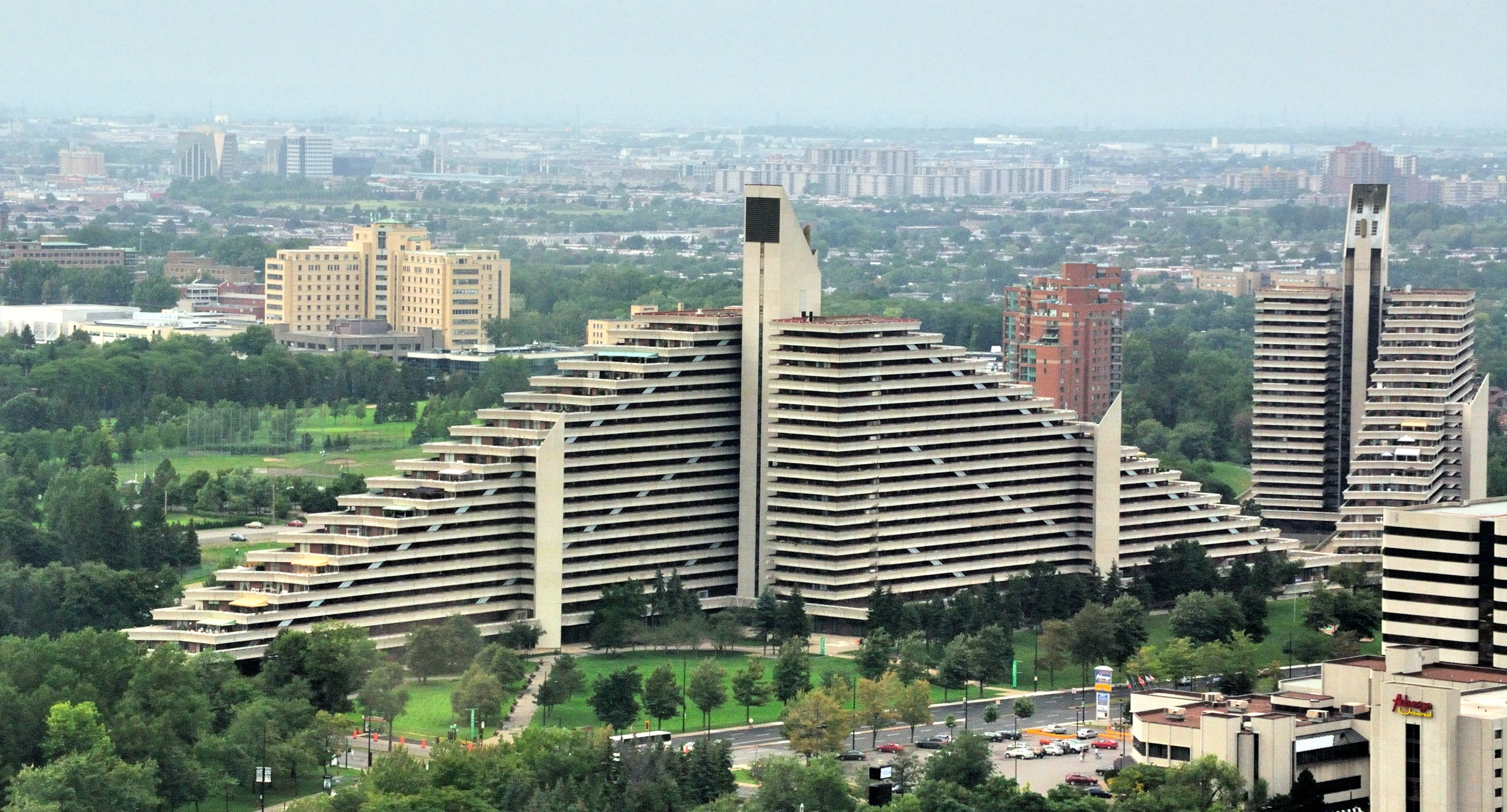
Montreal

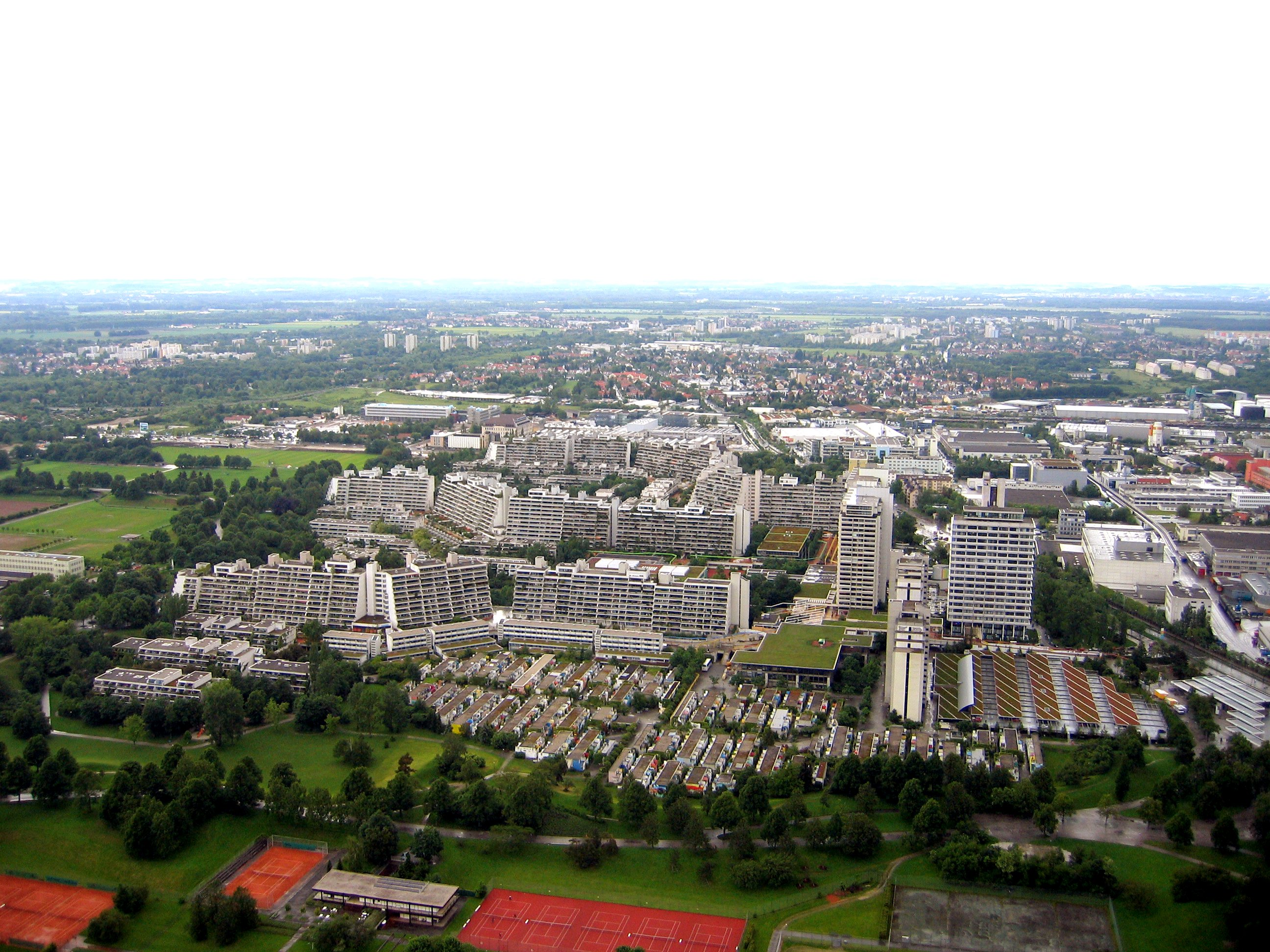
München.

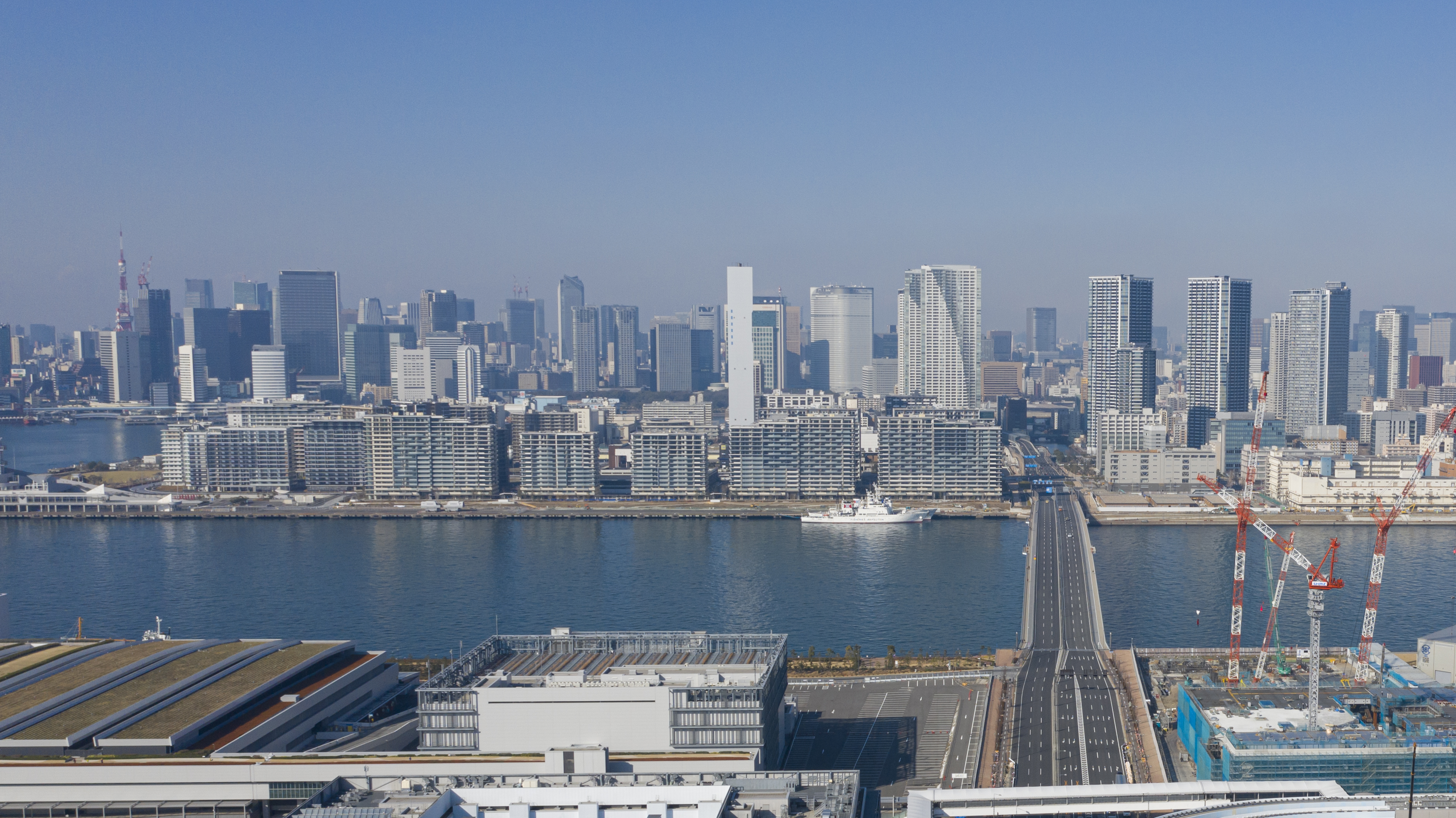
Tokyo

En olympisk by, även OS-by eller olympiaby, är ett område där idrottare, och deras tränare och tjänstemän som har anknytning till spelen, bor under pågående olympiska spel. De anläggs i de olympiska spelens värdstad, ofta i anslutning till de större arenorna. 
Grundidén bakom OS-byn kom ifrån Pierre de Coubertin. Fram till 1924 års spel i Paris var alla idrottsmän och tjänstemän inkvarterade i olika delar av värdstaden, vilket var kostsamt för den nationella olympiska kommittén. För 1924 års sommarspel, byggde organisatörerna stugor nära Stade Olympique Yves-du-Manoir för att låta idrottsmännen lättare kunna ta sig till spelen. OS-byn vid 1932 års sommarspel blev grundmodellen för de OS-byar som byggs vid nutida spel; den består av en grupp bostadshus, och en grupp med olika lokaler och gemensamma utrymmen.

## Listor på OS-byar
Den här listan är ofullständig. Du kan hjälpa till genom att bygga ut den
- Los Angeles 1932: Den första OS-byn byggs i Baldwin Hills området i Los Angeles. Den byggdes endast för manliga deltagare och byn bestod av flera hundra byggnader inklusive post och telekontor, ett sjukhus, en brandkår och en bank. Kvinnliga deltagare bodde på Chapman Park Hotel på Wilshire Boulevard.[1]
- Berlin 1936: Olympisches Dorf består av ungefär 145 en- och tvåvåningslägenheter, Haus der Nationen (matsal), Hindenburghaus (teater), ett sjukhus, en inomhusarena, en swimmingpool och en bastu i Wustermark ungefär 15,5 kilometer väster om Berlin. Byn användes som kaserner i över 50 år. Flera av husen är förstörda medan andra är kraftigt nergångna. Jesse Owens hus har restaurerats.
- Melbourne 1956: Ett område i Heidelberg West som numera går under namnet "Olympic Village" som består av ett sportcenter, en grundskola, affärsgata och ett bostadsområde för deltagarna.
- Squaw Valley 1960: Fyra identiska trevåningslägenhetsbyggnader, varav två finns kvar idag.
- Mexico City 1968: 904 lägenheter fördelade på 29 flervåningshus i Miguel Hidalgo Olympic Village Complex.
- Peking 2008: Olympiabyn låg i anslutning till Olympiaparken i Peking, där även många av arenorna låg. Den var ett 66 hektar stort område med 22 sexvånings- och 20 niovåningshus. 16 000 personer bodde där under spelen. Efter spelen blev det bostadsområde.